# Qualificazioni al campionato europeo maschile di calcio 2020 - Gruppo J

## Classifica
| Squadra              | Pt | G  | V  | P | S | GF | GS | DR  |
| -------------------- | -- | -- | -- | - | - | -- | -- | --- |
| Italia               | 30 | 10 | 10 | 0 | 0 | 37 | 4  | +33 |
| Finlandia            | 18 | 10 | 6  | 0 | 4 | 16 | 10 | +6  |
| Grecia               | 14 | 10 | 4  | 2 | 4 | 12 | 14 | -2  |
| Bosnia ed Erzegovina | 13 | 10 | 4  | 1 | 5 | 20 | 17 | +3  |
| Armenia              | 10 | 10 | 3  | 1 | 6 | 14 | 25 | -11 |
| Liechtenstein        | 2  | 10 | 0  | 2 | 8 | 2  | 31 | -29 |

## Risultati

### Prima giornata
| Arbitro: | Kehlet |

|                          |           |                         |
| Krunić 33’ Milošević 80’ | Marcatori | 90+3’ (rig.) Mxit'aryan |

| Arbitro: | Grinfeeld |

|                     |           |  |
| Barella 7’ Kean 74’ | Marcatori |  |

| Arbitro: | Boucaut |

|  |           |                           |
|  | Marcatori | 45+1’ Fortounīs 80’ Dōnīs |

### Seconda giornata
| Arbitro: | Dabanović |

|  |           |                      |
|  | Marcatori | 14’ Jensen 78’ Soiri |

| Arbitro: | Makkelie |

|                      |           |                                  |
| Višća 10’ Pjanić 15’ | Marcatori | 64’ (rig.) Fortounīs 85’ Kolovos |

| Arbitro: | Levnikov |

|                                                                                     |           |  |
| Sensi 17’ Verratti 32’ Quagliarella 35’ (rig.), 45+3’ (rig.) Kean 69’ Pavoletti 76’ | Marcatori |  |

### Terza giornata
| Arbitro: | Popov |

|                                             |           |  |
| Ġazaryan 2’ Karapetyan 18’ Barseghyan 90+1’ | Marcatori |  |

| Arbitro: | Stefański |

|                |           |  |
| Pukki 56’, 68’ | Marcatori |  |

| Arbitro: | Taylor |

|  |           |                                     |
|  | Marcatori | 23’ Barella 30’ Insigne 33’ Bonucci |

### Quarta giornata
| Arbitro: | Tohver |

|                        |           |                                           |
| Zeca 54’ Fortounīs 87’ | Marcatori | 8’ Karapetyan 33’ Ġazaryan 74’ Barseghyan |

| Arbitro: | Estrada Fernández |

|                          |           |           |
| Insigne 49’ Verratti 86’ | Marcatori | 32’ Džeko |

| Arbitro: | Maae |

|  |           |                       |
|  | Marcatori | 37’ Pukki 57’ Källmam |

### Quinta giornata
| Arbitro: | Siebert |

|                |           |                                                   |
| Karapetyan 11’ | Marcatori | 28’ Belotti 77’ Pellegrini 80’ (aut.) Hayrapetyan |

| Arbitro: | Nyberg |

|                                                     |           |  |
| Gojak 11’, 89’ Malin 80’ (aut.) Džeko 85’ Višća 87’ | Marcatori |  |

| Arbitro: | Martínez Munuera |

|                  |           |  |
| Pukki 52’ (rig.) | Marcatori |  |

### Sesta giornata
| Arbitro: | Bastien |

|                                                          |           |                     |
| Mxit'aryan 3’, 66’ Hambarjowmyan 77’ Lončar 90+5’ (aut.) | Marcatori | 13’ Džeko 70’ Gojak |

| Arbitro: | Madden |

|                  |           |                                  |
| Pukki 72’ (rig.) | Marcatori | 59’ Immobile 79’ (rig.) Jorginho |

| Arbitro: | Harkam |

|              |           |               |
| Masouras 33’ | Marcatori | 85’ Salanović |

### Settima giornata
| Arbitro: | Kružliak |

|                                                |           |                |
| Hajrović 29’ Pjanić 37’ (rig.), 58’ Hodžić 73’ | Marcatori | 79’ Pohjanpalo |

| Arbitro: | Karasëv |

|                                      |           |  |
| Jorginho 63’ (rig.) Bernardeschi 78’ | Marcatori |  |

| Arbitro: | Kovács |

|           |           |                |
| Frick 72’ | Marcatori | 19’ Barseghyan |

### Ottava giornata
| Arbitro: | Gil Manzano |

|                           |           |  |
| Jensen 31’ Pukki 61’, 88’ | Marcatori |  |

| Arbitro: | Zwayer |

|                                   |           |           |
| Paulidīs 30’ Kovačević 88’ (aut.) | Marcatori | 35’ Gojak |

| Arbitro: | Treimanis |

|  |           |                                                                  |
|  | Marcatori | 2’ Bernardeschi 70’, 90+2’ Belotti 77’ Romagnoli 82’ El Shaarawy |

### Nona giornata
| Arbitro: | Raczkowski |

|  |           |             |
|  | Marcatori | 35’ Limnios |

| Arbitro: | Bastien |

|                                    |           |  |
| Tuominen 21’ Pukki 64’ (rig.), 75’ | Marcatori |  |

| Arbitro: | Schärer |

|  |           |                                    |
|  | Marcatori | 21’ Acerbi 37’ Insigne 52’ Belotti |

### Decima giornata
| Arbitro: | Es'kov |

|                               |           |           |
| Mantalos 47’ Galanopoulos 70’ | Marcatori | 27’ Pukki |

| Arbitro: | Martins |

| |           |             |
| Immobile 8’, 33’ Zaniolo 9’, 64’ Barella 29’ Romagnoli 72’ Jorginho 75’ (rig.) Orsolini 78’ Chiesa 81’ | Marcatori | 79’ Babayan |

| Arbitro: | Özkahya |

|  |           |                           |
|  | Marcatori | 57’ Ćivić 64’, 72’ Hodžić |

## Classifica marcatori
10 reti
- Teemu Pukki (3 rigori)

4 reti
- Amer Gojak

- Andrea Belotti

3 reti
- Tigran Barseghyan
- Alek'sandr Karapetyan
- Henrix Mxit'aryan (1 rigore)
- Edin Džeko

- Armin Hodžić
- Miralem Pjanić (1 rigore)
- Kōstas Fortounīs (1 rigore)
- Nicolò Barella

- Ciro Immobile
- Lorenzo Insigne
- Jorginho (3 rigori)

2 reti
- Geworg Ġazaryan
- Edin Višća
- Fredrik Jensen

- Federico Bernardeschi
- Moise Kean
- Fabio Quagliarella (2 rigori)

- Alessio Romagnoli
- Marco Verratti
- Nicolò Zaniolo

1 rete
- Edgar Babayan
- Hovhannes Hambarjowmyan
- Eldar Čivić
- Izet Hajrović
- Rade Krunić
- Deni Milošević
- Benjamin Källman
- Joel Pohjanpalo
- Pyry Soiri
- Jasse Tuominen

- Anastasios Dōnīs
- Kōstas Galanopoulos
- Dīmītrīs Kolovos
- Dīmītrīs Limnios
- Petros Mantalos
- Giōrgos Masouras
- Vaggelīs Paulidīs
- Zeca
- Francesco Acerbi
- Leonardo Bonucci

- Federico Chiesa
- Stephan El Shaarawy
- Riccardo Orsolini
- Leonardo Pavoletti
- Lorenzo Pellegrini
- Stefano Sensi
- Yanik Frick
- Dennis Salanović

1 autogol
- Aram Hayrapetyan (pro Italia)
- Adnan Kovačević (pro Grecia)

- Stjepan Lončar (pro Armenia)

- Andreas Malin (pro Bosnia ed Erzegovina)